# Paul Streeten
Paul Patrick Streeten (geboren 18. Juli 1917 als Paul Hornig in Wien, Österreich-Ungarn; gestorben 6. Januar 2019 in Princeton, Vereinigte Staaten) war ein britischer Entwicklungsökonom österreichischer Herkunft.

## Leben
Paul Streeten wuchs in einem intellektuellen Milieu auf. Politisch aktiv in der Öffentlichkeit und im Untergrund, emigrierte er 1938 nach dem Anschluss Österreichs an Deutschland nach Großbritannien und nahm ein Studium der politischen Ökonomie in Aberdeen auf. Nach dem Beginn des Zweiten Weltkriegs wurde er in Lagern in England und Kanada interniert und schließlich unter der Bedingung entlassen, dem Royal Pioneer Corps beizutreten. Bei der Invasion Siziliens wurde Streeten schwer verwundet und kehrte nach Aberdeen zurück. 1944 legte dort seinen Master of Arts ab.
Von 1948 bis 1966 war Streeten Fellow am Balliol College in Oxford. 1964 erfolgte die Berufung zum Deputy Director-General of Economic Planning am Ministry of Overseas Development, später die Ernennung zum Direktor des Institute of Development Studies und Professor of Economics an der University of Sussex. 1979 ließ sich Streeten in den USA nieder, wurde zunächst Direktor des Overseas Development Institute, Washington, darauf Professor of Economics an der Boston University und bis zur Emeritierung Direktor des World Development Institute. Er war auch zweimal Leiter des Economic Development Institute bei der Weltbank und arbeitete beim United Nations Development Programme (UNDP), wo er an der Herausgabe des „Human Development Report“ beteiligt war. Anfang 2019 starb Streeten im Alter von 101 Jahren.

## Leistungen
Streeten war Autor und Herausgeber von mehr als 20 Büchern und etwa 300 Beiträgen in Büchern und Fachzeitschriften. Er war Redakteur der wissenschaftlichen Fachzeitschriften Oxford Economic Papers, des Bulletin of the Oxford Institute of Economics and Statistics und des Journal of Development Studies.
Paul Streeten kritisierte die Orthodoxie Samuelsons, insbesondere die Methodik und die Mikroökonomie dieser neuen Orthodoxie. Vieles „sei den wechselnden Gegebenheiten des Lebens nicht angemessen; sie vernachlässige ihre selbst-verifizierenden oder -falsifizierenden Effekte auf die Realität, die sie außerdem zu oft falsch darstelle; sie verberge Werturteile, die, würden sie deutlich gemacht, nicht akzeptiert würden. In dem Postulat einer wertfreien Sozialwissenschaft, es gebe ein intern determiniertes ökonomisches System, das durch eindimensional handelnde ökonomische Akteure bewegt werde, steckt - so sagt Streeten - ein dreifacher Fehler: ein moralischer, ein politischer und ein wissenschaftlicher. Im wirklichen Leben sind Moral, Politik und Ökonomie stark ineinander verwoben, Politik ist mit mehr oder weniger Moral, Ökonomie aber nie ohne Politik denkbar.“
Streeten übte Kritik an der neoklassischen Theorie und der positivistischen Philosophie. Mit Thomas Balogh verfasste er Schriften über die Schwächen des Elastizitäts-Konzepts (vgl. The Coefficient of Ignorance, 1963). Er kritisierte Nicholas Kaldor (Values, Facts and the Compensation Principle). Streetens nach eigenen Angaben wichtigster Beitrag war Programs and Prognoses (1954). Er übersetzte Gunnar Myrdals wichtigstes philosophisches Werk Das politische Element in der nationalökonomischen Doktrinbildung.
Entwicklungsökonomie

„Die neoklassische Schule teilt mit der Entwicklungsökonomie zwar die Annahme wechselseitiger Vorteile aus den Wirtschaftsbeziehungen zwischen Nord und Süd, Industrie- und Entwicklungsländern, behauptet darüber hinaus aber, es genüge eine einzige ökonomische Denkweise, die jederzeit Anwendung auf alle Länder finden könne (‚monoeconomics‘). Die Dependenztheoretiker dagegen stimmen mit den Entwicklungsökonomen darin überein, dass eine einzige ökonomische Denkweise für die Vielzahl der Länder dieser Welt allein nicht ausreicht, lehnen aber die Vorstellung der möglichen wechselseitigen Vorteile aus den Wirtschaftsbeziehungen zwischen Nord und Süd ab.“

Streeten setzte sich dafür ein, bei Entwicklungspolitik primär die Grundbedürfnisse der Armen zu befriedigen. Dazu gehören Nahrung und sauberes Wasser, Arbeit und Sicherheit, Ausbildung und Gesundheit, Wohnung und Mobilität; aber auch nicht-materielle Bedürfnisse nach Selbstbestimmung, self-reliance, Partizipation, nationaler und kulturelle Identität. Dies könne auch ohne ein wachsendes Bruttosozialprodukt erreicht werden, genauso wie eine hohe Wachstumsrate des Bruttosozialprodukts diese Bedürfnisse unberücksichtigt lassen kann.

## Ehrungen
- 2001: Leontief-Preis[4]

## Werke
- Programs and Prognoses. In: Quarterly Journal of Economics. Band 68, 1954, S. 355–376; dt.: Programme und Prognosen. In: Gérard Gäfgen (Hrsg.): Grundlagen der Wirtschaftspolitik. Köln / Berlin 1968, S. 53–74.
- Unbalanced Growth. In: Oxford Economic Papers 11/1959/2. 1959, S. 167–190.
- Economic Integration. Aspects and Problems. Leiden 1961.
- The Frontiers of Development Studies. London, Basingstoke 1972.
- (mit S. J. Burki, M. ul Haq u. a.): First Things First. Meeting Basic Human Needs in the Developing Countries. New York / Oxford 1981.
- Environmental Aspects of Development. In: Wirtschaft und Gesellschaft. 8/1982/2. 1982, S. 415–427.
- Development Dichotomies. In: G. M. Meier, D. Seers (Hrsg.): Pioneers in Development. Washington, Oxford 1984.
- Aerial Roots. In: Banca Nazionale del Lavoro Quarterly Review. No. 157, 1986, S. 135–159.
- Changing Emphases in Development Theory. In: U. E. Simonis (Hrsg.): Entwicklungstheorie – Entwicklungspraxis. Eine kritische Bilanzierung. Berlin 1986, S. 13–39.
- (mit P. B. Doeringer): How Economic Institutions Affect Economic Performance. In: World Development. 18/1990/9, S. 1249–1253.
- Thinking about Development. Cambridge 1995.

## Übersetzungen
- Gunnar Myrdal: The Political Element in the Development of Economic Theory. Translated from the German by Paul Streeten. 2. Auflage, London, 1955. Darin: Paul Streeten: Recent Controversies. S. 208–217.
- Gunnar Myrdal: Value in Social Theory. A Selection of Essays on Methodology. Edited by Paul Streeten. London 1958.